# Cellepora trirostrata
Cellepora trirostrata är en mossdjursart som beskrevs av Okada och Shunsuke F. Mawatari 1938. Cellepora trirostrata ingår i släktet Cellepora och familjen Celleporidae. Inga underarter finns listade i Catalogue of Life.